# Camarzana de Tera
Camarzana de Tera ist ein nordwestspanischer Ort und eine Gemeinde (municipio) mit nur noch 746 Einwohnern (Stand: 2024) im Süden der Provinz Zamora in der Autonomen Gemeinschaft Kastilien-León. Neben dem Hauptort Camarzana de Tera gehören die Ortschaften Cabañas de Tera, San Juanico el Nuevo und Santa Marta de Tera.

## Lage und Klima
Camarzana de Tera liegt am westlichen Rand der Kastilischen Hochebene (Meseta Iberica) in einer Höhe von ca. 775 m am Tera, der die südliche Gemeindegrenze bildet. Die Provinzhauptstadt Zamora ist gut 55 km (Fahrtstrecke) in südsüdöstlicher Richtung entfernt. Durch die Gemeinde führt die Autovía A-52. 
Das gemäßigte Kontinentalklima wird nur selten vom Atlantik beeinflusst; Regen (ca. 475 mm/Jahr) fällt vorwiegend im Winterhalbjahr.

## Bevölkerungsentwicklung
| Jahr      | 1970 | 1981 | 1991 | 2001 | 2011 | 2021 |
| Einwohner | 1334 | 1326 | 1174 | 1051 | 950  | 767  |

## Sehenswürdigkeiten
- archäologische Fundstelle El Castro
- römische Villa mit Mosaiken
- Marthakirche in Santa Marta de Tera

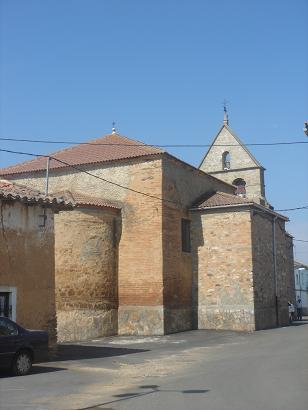
Kirche Mariä Himmelfahrt
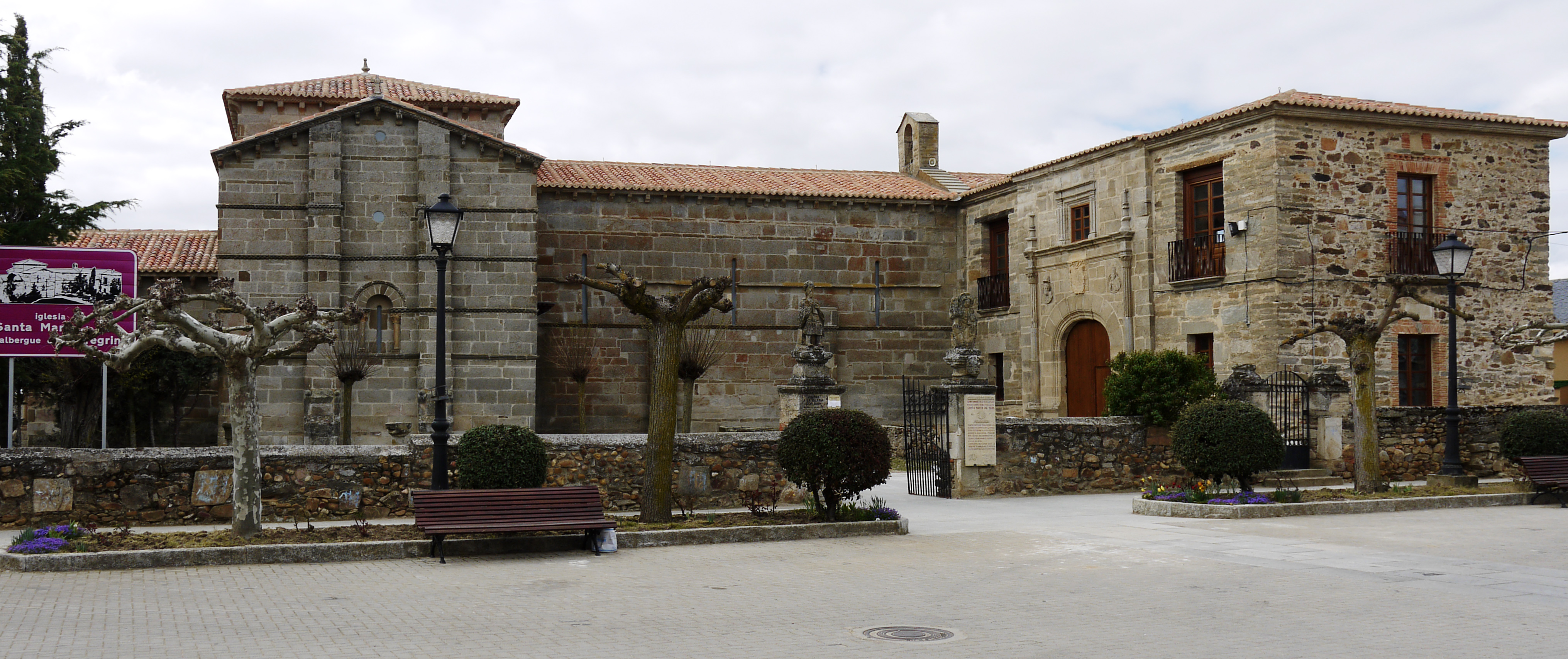
Marthakirche
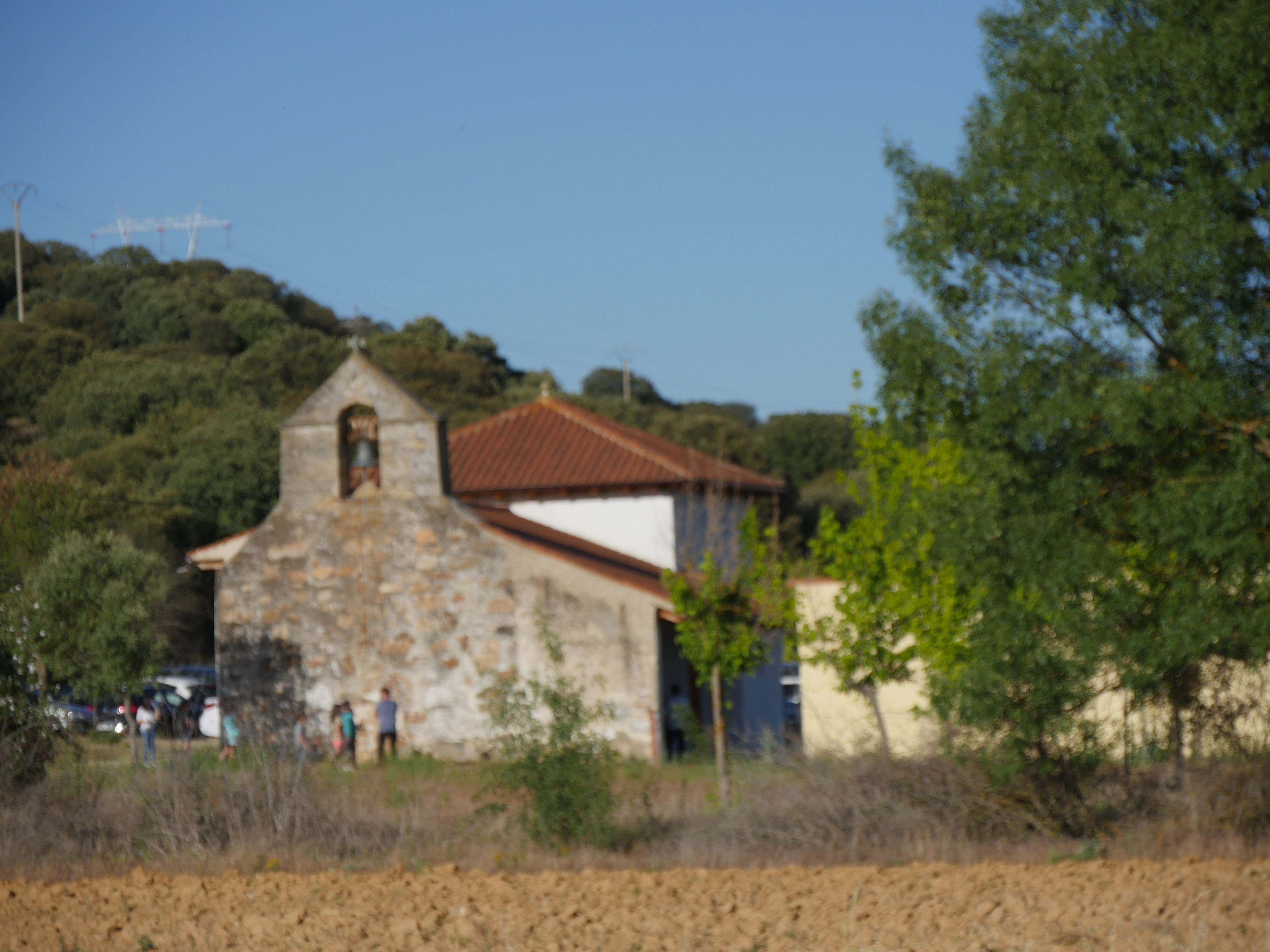
Dreifaltigkeitskapelle

- Kirche Mariä Himmelfahrt
- Marthakirche
- Dreifaltigkeitskapelle